# Vorwärts! Vorwärts! schmettern die hellen Fanfaren
Vorwärts! Vorwärts! schmettern die hellen Fanfaren war ein Propagandalied der Hitlerjugend, das auch als Fahnenlied der Hitler-Jugend bezeichnet wurde. Nach seinem Refrain ist das Lied auch unter dem Namen Unsre Fahne flattert uns voran bekannt.
Der Text des 1933 veröffentlichten Liedes stammt von Baldur von Schirach, die Melodie von Hans Otto Borgmann. Erstmals veröffentlicht wurde das im Marschtakt gehaltene Lied im 1933 uraufgeführten Propagandafilm Hitlerjunge Quex. Motive aus dem Lied werden im gesamten Film verwendet, sie untermalen Darstellungen der Hitlerjugend im Gegensatz zu den mit der Internationalen und Jazz-Motiven unterlegten Szenen aus der sozialistischen „Kommune“.

Bei allen Veranstaltungen der Hitlerjugend wurde üblicherweise zuerst das Deutschlandlied, dann das Horst-Wessel-Lied und als dritter Gesang schließlich dieses Fahnenlied gesungen. Die beiden Strophen und der Refrain signalisieren aggressive Kampfbereitschaft, Hinwendung zur Fahne, Treue zum Führer und Todesverachtung: 

„Uns’re Fahne flattert uns voran! In die Zukunft ziehen wir Mann für Mann! Wir marschieren für Hitler durch Nacht und durch Not, mit der Fahne der Jugend, für Freiheit und Brot! Uns’re Fahne flattert uns voran! Uns’re Fahne ist die neue Zeit! Und die Fahne führt uns in die Ewigkeit! Ja die Fahne ist mehr als der Tod!“

Die Jungen wurden durch die ständige Wiederholung und Verinnerlichung dieser Texte indoktriniert und zum bedingungslosen Kampf für Hitler gedrillt.
Im Zweiten Weltkrieg wurde der Refrain des Liedes auch in den Marsch der SS-Panzer-Division Hitlerjugend integriert.
Das Lied ist nach dem Recht Deutschlands ein Symbol für die ehemalige nationalsozialistische Organisation Hitlerjugend und somit ein Kennzeichen im Sinne von § 86a StGB (Verwenden von Kennzeichen verfassungswidriger und terroristischer Organisationen). Gemäß § 86a StGB ist es somit unter anderem strafbar, das Lied zu verbreiten sowie öffentlich oder in einer Versammlung zu verwenden. Nach dem Recht Österreichs gelten aufgrund § 3 des Verbotsgesetzes 1947 ähnliche Bestimmungen.